# János Kájoni

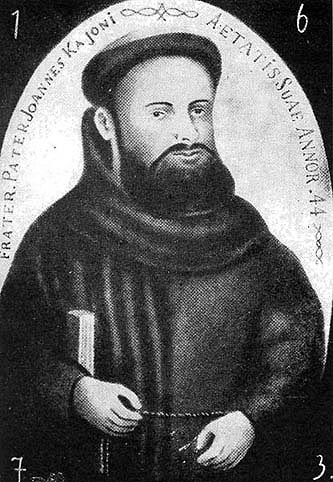
Johannes Caioni

János Kájoni (Johannes Kajoni, Ioan Caianu, Kájoni János; * 8. März 1629 in Jegenye, rumänisch Leghia; † 25. April 1687 in Gyergyószárhegy, rum. Lăzarea) war ein rumänischer Franziskaner, Komponist, Orgelbauer und Buchdrucker.
Kájoni konvertierte 1648 von der orthodoxen Kirche zur römisch-katholischen und trat 1650 bei den Franziskanern ein. Später bekleidete er das Amt des Guardians. 1678 wurde von Papst Innozenz XI. zum Generalvikar von Transsylvanien ernannt.
In seinen Orgeltabulaturen überlieferte er zahlreiche Kirchenlieder, Volksgesänge und Volkstänze. Das Organo Missale enthält Messen und Litaneien, darunter auch seine eigene Kompositionen.

## Codex Caioni
Der Codex Caioni galt lange als verschollen, erst 1988 wurde er wiederentdeckt, Mönche hatten die Sammlung beim Herannahen sowjetischer Truppen gegen Ende des Zweiten Weltkrieges eingemauert. Der aus dem 17. Jahrhundert stammende Codex  ist eine ursprünglich zum eigenen Gebrauch angelegte Sammlung weltlicher und geistlicher Werke zeitgenössischer Komponisten aus dem italienischen und deutschen Sprachraum, enthält aber auch populäre rumänische und ungarische Gebrauchsmusik.

## Werke
- Antiphonarium Romanum … ad usum ecclesiae Romanae cum cantu Gregoriano, 1649
- Organo Missale, 1667
- Sacri Concentus, diversorum authorum, praesertim Ludovici Viadanae, Sammlung mit Werken verschiedener Autoren, 1669
- Antiphonae de sanctis ordinis minorum, 1670
- Cantionale Catholicum, 1676